# Доленко Володимир Андрійович
Володимир Андрійович Доленко (*1889; †1971) — український політичний та громадський діяч, правник, публіцист.

## Ранні роки
Народився у селянській родині слободи Мечебилове, Ізюмського повіту Харківської губернії (тепер — с. Мечебилове Барвінківського району Харківської області.
Після навчання в місцевій церковно-парафіяльній школі екстерном закінчив одну з гімназій м. Харкова.
На формування світогляду Володимира Доленка вплинув основоположник самостійницької течії українського руху кінця XIX — початку ХХ ст., автор славнозвісної брошури «Самостійна Україна» Микола Міхновський, учнем і співпрацівником якого він був.
Отримав вищу освіту на юридичному факультеті Харківського університету.
Опісля закінчення навчання працював адвокатом в селянських справах, пізнаючи народ і боронячи права убогих і скривджених.

## Участь у русі за незалежність України (1910—1921 рр)
У 1912 р. Володимир Доленко бере активну участь у виборах до Державної думи IV скликання. Він активно агітує за кандидатів від української громади Харкова. Це не тільки робить його, порівняно молоду людину, лідером української громади Харкова, але й привертає до нього пильну увагу поліції.
Під час подій Лютневої революції 1917 р. Володимир Доленко долучається до створення у м. Харкові самодіяльних органів врядування. 3 березня 1917 р. відбулися Збори українців Харкова за участі представників усіх наявних під ту пору в місті політичних, громадських, культурно-просвітянських та професійних українських організацій. Збори ухвалили створити «публічно-правовий орган» — Харківську Українську Губерніальну Раду. За словами Володимира Доленка, «… у надзвичайно складних умовах революції, але не хаосу, ми провели в Державну Думу дві, може найяскравіші, постаті в харківському громадському житті — Хоткевича і Багалія».
Згуртоване харківське українство й створені ним органи місцевого самоврядування обирають Володимира Доленка своїм представником у Києві й визнають владу Центральної Ради Української Народної Республіки після проголошення її Універсалів. Однак Доленко невдовзі повертається до Харкова. «На владу в Харкові, — пригадував він, — претендували три сили: кадети, українські національні кола й більшовики…»
У 1917—1920 pp. відбулися три спроби встановлення більшовицької влади в Україні, супроводжувані військовою інтервенцією радянської Росії. Частини Червоної армії 3 січня 1919 р. окупували Харків. А 6 січня 1919 року «Тимчасовим робітничо-селянським урядом України» вперше була затверджена назва «Українська Соціалістична Радянська Республіка».

## Громадсько-політична діяльність та репресії у 20-30 рр
Після проголошення Радянської влади в Україні Володимир Доленко до 1927 року працював у колегії захисників м. Харкова. Разом з тим він стає фактичним керівником так званого харківського українського підпільного центру, котрий у столиці тодішньої Радянської України — м. Харкові — сконсолідувався в нелегальну антибільшовицьку організацію. Така дещо незвична назва походила від того, що в складі організації було всього шестеро членів: В. Доленко (керівник), Н. Жілін, Б. Щербаненко, В. Лещенко, А. Дражевський, Я. Стороженко. Уже 1920 року керівник «Шістки» опиняється за ґратами в'язниці ВЧК на вул. Чернишевській. Однак провину Доленка не було доведено — каральна більшовицька система тоді ще була недосконалою, але її подальша перспектива була абсолютно ясною: «…ніколи не забудуться картини, часто повторювані в ці часи в тюрмі, коли перед перевіркою приходили чекісти забирати людей на розстріл. Гул машин, так званого „чорного ворона“, десь там далеко в дворі, мов електричний струм, тіпав по нервах в'язнів. Подивившись небезпеці в вічі, я вийшов з тюрми з незламною рішучістю ще з більшою енергією розгорнути роботу „Шістки“».
1920 року в Харкові на чолі з Володимиром Доленком було утворено підпільну Українську мужичу (селянську) партію. Вона ставила за мету повалення більшовицького режиму методами політичної боротьби й відновлення незалежності України. Партія спиралася передусім на селянство, котре було головним носієм національної автентичності й чинило запеклий опір більшовикам. У духовно-релігійній сфері Українська мужича (селянська) партія спиралася на Українську Автокефальну Православну Церкву, надзвичайно впливову серед селянства. Більшовики невдовзі відчули реальну небезпеку для свого режиму і вдалися до репресій: 1 квітня 1926 р. був заарештований архієпископ Харківський УАПЦ Олександр Ярещенко (загинув у таборах після 1939 р.). Тоді ж було закрито й незабаром підірвано кафедральний Миколаївський собор УАПЦ в Харкові (нині на тому місці — трамвайні колії між вул. Григорія Сковороди та майданом Конституції). Весь провід Української мужичої (селянської) партії й велика кількість її активістів були репресовані на початку 1927 р.: партійне керівництво ув'язнене на Соловках, усі інші — заслані на Урал та в Середню Азію.
На процесі в справі «Спілки визволення України» (м. Харків, березень—квітень 1930 р.) провідники Української мужичої (селянської) партії дістали нові терміни: її голова В. Доленко (заочно і додатково) — 10 років; А. Дражевський, Н. Жілін, С. Халява (усі троє загинули в таборі) і Я. Стороженко — по 5 років; В. Лещенко — 6, а Б. Щербаненко — 8 років (загинув у таборі).

## В роки Другої Світової війни (1939—1945 рр)
Після звільнення з таборів Володимир Доленко жив під адміністративним наглядом у Ленінград. Коли у 1941 р. виникла реальна небезпека захоплення цього міста гітлерівцями, він в хаосі евакуації втік з-під нагляду й попрямував до м. Харкова. Там Доленко жив, уникаючи будь-яких контактів, аж до початку окупації. Перебуваючи у підпіллі, одразу після початку окупації він негайно скликав таємне засідання представників української громади, які вижили за часів більшовицьких репресій, де виклав опрацьовані ним принципи діяльності української громади. Один із учасників того засідання пригадує, що Володимир Доленко заявив: «Ми власне не знаємо, що нам несуть німці», — а відтак, наполягав на організованій підпільній діяльності. Тому стояла нагальна проблема зберегти життя українських інтелектуалістів, які, як говорив Доленко, «так-сяк уцілили від комуністичного терору, а під німцями повмирають з голоду».
Невдовзі було створено декілька легальних українських організацій, серед яких єдиною, з якою хоч трошки рахувалися німці, була «Просвіта» на чолі з професором Василем Дубровським. Стратегія діяльності української громади в окупованому Харкові вироблялася «Харківською Українською Громадою» (або Громадським комітетом Харкова), яка була створена національно орієнтованими українськими колами з метою консолідації сил у боротьбі за незалежну Україну. Нею керував Володимир Доленко. Запропонована ним платформа містила лише кілька пунктів, а саме: самостійна Україна, скасування колгоспів, народоправний устрій України. На такій національній платформі Доленко мав намір організувати громаду для політичної національної роботи в умовах окупації України німцями.
Скориставшись суперечностями між міською управою та самим Громадським комітетом Харкова, німецькі спецслужби звинуватили комітет та його керівництво у «підготовці повстання» й заборонили його діяльність. Громадський комітет Харкова перейшов на нелегальні форми діяльності. Практично протягом усього часу німецької окупації гестапо намагалося викрити «Харківську Українську Громаду», але безуспішно.
Наприкінці періоду німецької окупації Харкова Володимир Доленко спланував і здійснив через своїх людей у легальних організаціях та в структурах окупаційної влади виїзд на еміграцію всіх (хто того бажав) представників інтелектуальної та політичної еліти Харкова.

## В еміграції
Після закінчення Другої світової війни «Харківська Українська Громада» на чолі з Володимиром Доленком легалізувалася вже на території переможеного Третього Рейху у таборах «переміщених осіб». Її функції залишалися такими ж, як і в окупованому Харкові, лише з тією різницею, що нова окупаційна влада тепер була в особах американців, британців та французів. Мешканці таборів, що опинилися в радянській зоні окупації, прямим ходом відправлялися в ГУЛАГ. Тому виникла нагальна потреба створення громадсько-політичної організації, котра б презентувала та відстоювала інтереси української еміграції. Одним із її засновників був Володимира Доленко, знаний на еміграції як «ентузіаст єднання», адже він був тим політиком, який спромігся подолати надзвичайно живучий і в емігрантському середовищі поділ на «східняків» та «западенців».
6 травня 1948 р. в таборі «переміщених осіб» у Ашаффенбурзі (Бізонія) в американській зоні окупації відбувся з'їзд, який проголосив створення Союзу Земель Соборної України (СЗСУ), до назви якого на II з'їзді у Новому Ульмі (1950) було додано: «Селянська партія» (СЗСУ-СП). За основне завдання новостворена партія мала, як зазначено в її маніфесті від 8 травня 1948 р., «… рішучу й безкомпромісну боротьбу за Українську Самостійну Соборну Державу». СЗСУ-СП на чолі з Доленком разом із Українською Революційно-Демократичною Партією (її очолював також харків'янин, легендарний письменник Іван Багряний) була найвпливовішим політичним представником української діаспори у світі. Часто СЗСУ-СП називали «Союзом Великоукраїнської еміграції». Осередки СЗСУ-СП діяли практично у всіх країнах поселення українців у Європі, Північній та Південній Америці та Океанії.

## Останні роки
Останній період свого життя Володимир Доленко прожив у Новому Ульмі (Німеччина) неподалік Мюнхену. Тут були написані його головні теоретичні праці та публіцистичні статті, а також спогади.
На похороні В. А. Доленка президент Української Народної Республіки на вигнанні Микола Лівицький наголосив: «Це велика втрата для всього українського громадянства, для всієї української національно-визвольної справи. Відійшов бо від нас великий Патріот, великий державно-патріотичний Муж і непохитний прихильник ідеї Української Народної Республіки».
Радянська ж пропаганда паплюжила Володимира Доленка за життя, не залишила цього й після його смерті. На жаль, надто в тому «відзначилися» земляки-харків'яни, а саме доцент Харківського університету В. Кравченко. У статті «Перевертні» («Соціалістична Харківщина» № 204, 1974 р.) він оббріхав чесного харків'янина Володимира Доленка, «… який у роки фашистської окупації Харкова був головою міської управи. Це з його відома і за його сприяння… здійснювався людоненависницький режим».